# Byleth
Pour le personnage de J. R. R. Tolkien, voir Beleth (Terre du Milieu).
Pour le personnage principal du jeu vidéo Fire Emblem: Three Houses, voir Byleth (Fire Emblem).

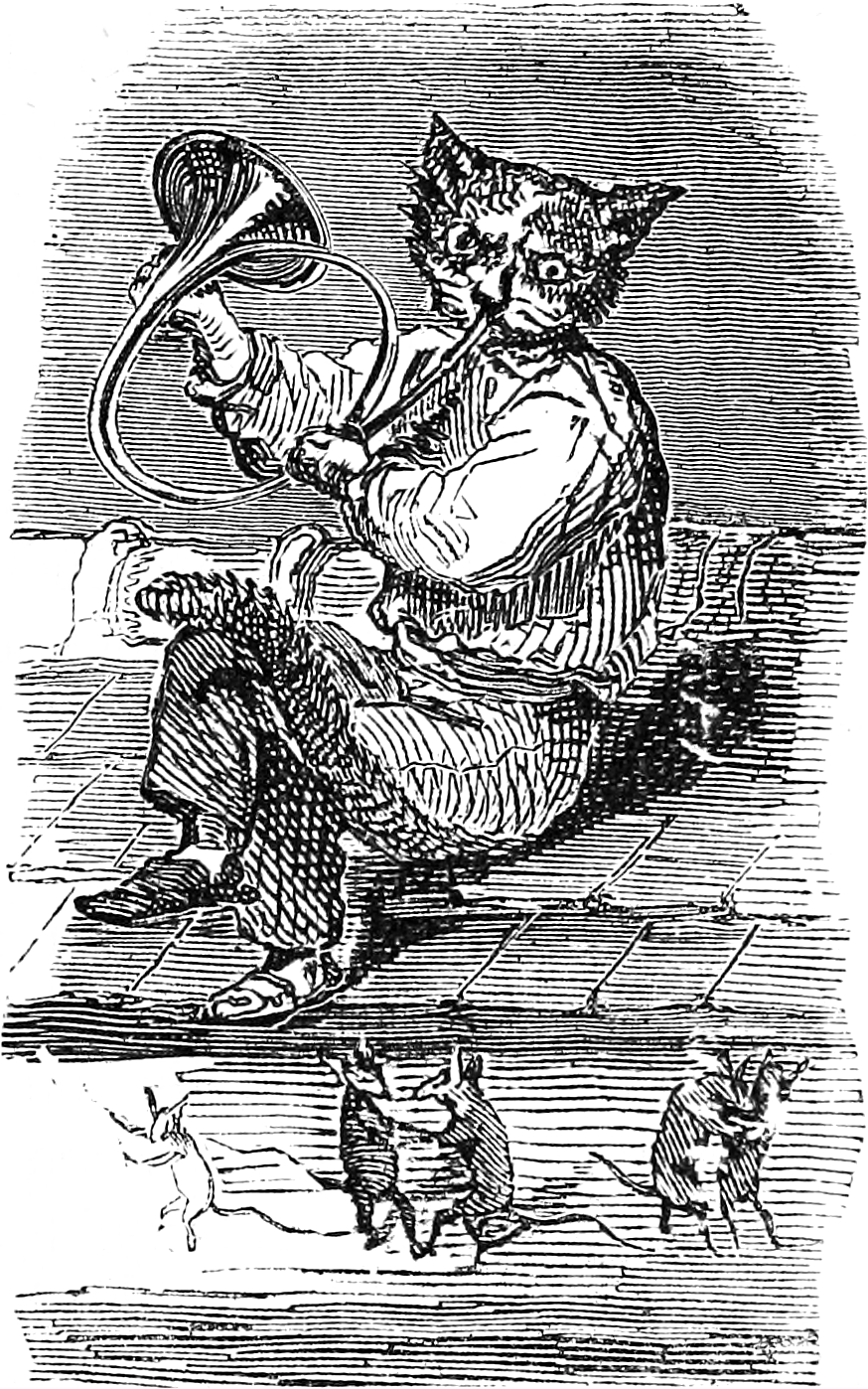
Byleth du « Dictionnaire Infernal ».

Byleth ou Beleth est un démon issu des croyances de la goétie, science occulte de l'invocation d'entités démoniaques.
Le Lemegeton le mentionne en 13e position de sa liste de démons. Selon l'ouvrage, Byleth est un des rois des Enfers. Il apparaît sur un cheval blanc, précédé de trompettes et au son d'instruments de musique de tout genre. Il peut causer l'amour des hommes comme des femmes. Il gouverne 85 légions infernales.
L'ouvrage précise également le rituel d'invocation. En apparaissant, Byleth regarde férocement l'invocateur pour l'effrayer ou pour vérifier s'il est courageux. L'invocateur doit être brave et tenir une baguette magique en noisette dans sa main. Il doit aussi tracer un triangle dont deux sommets pointent vers le sud et l'est, et se placer à l'intérieur pour commander Byleth au moyen de diverses formules. L'invocateur se doit d'avoir un anneau argenté au doigt de la main gauche. Il doit également être respectueux du rang de Byleth.

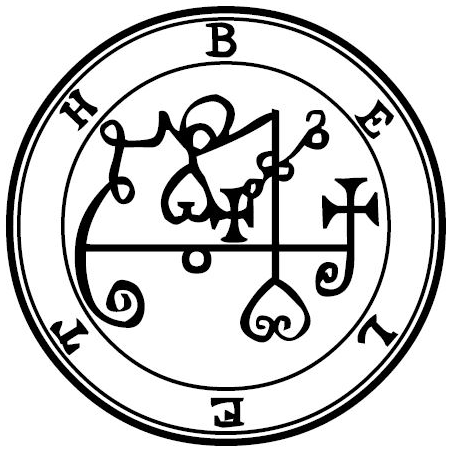
Sceau du démon Byleth

La Pseudomonarchia Daemonum le mentionne en 20e position de sa liste de démons et lui attribue des caractéristiques similaires. L'ouvrage précise que Byleth était autrefois de l'ordre des puissances et qu'il espère un jour remonter dans le ciel sur le septième trône. Le fils de Noé aurait été le premier à l'avoir appelé après le Déluge, et a écrit un livre sur les mathématiques avec son aide.

## Dans la culture populaire
Ils sont présents dans le film Les Démons sexuels (Byleth: Il demone dell'incesto) de Leopoldo Savona, sorti en 1972.
Les Byleth sont des monstres dans la série de jeux vidéo Dragon Quest.
Le démon Beleth est le sujet-centre de la série Netflix française Marianne.
C'est aussi le prénom par défaut du personnage principal dans le jeu vidéo Fire Emblem: Three Houses.